# Почтовая пометка

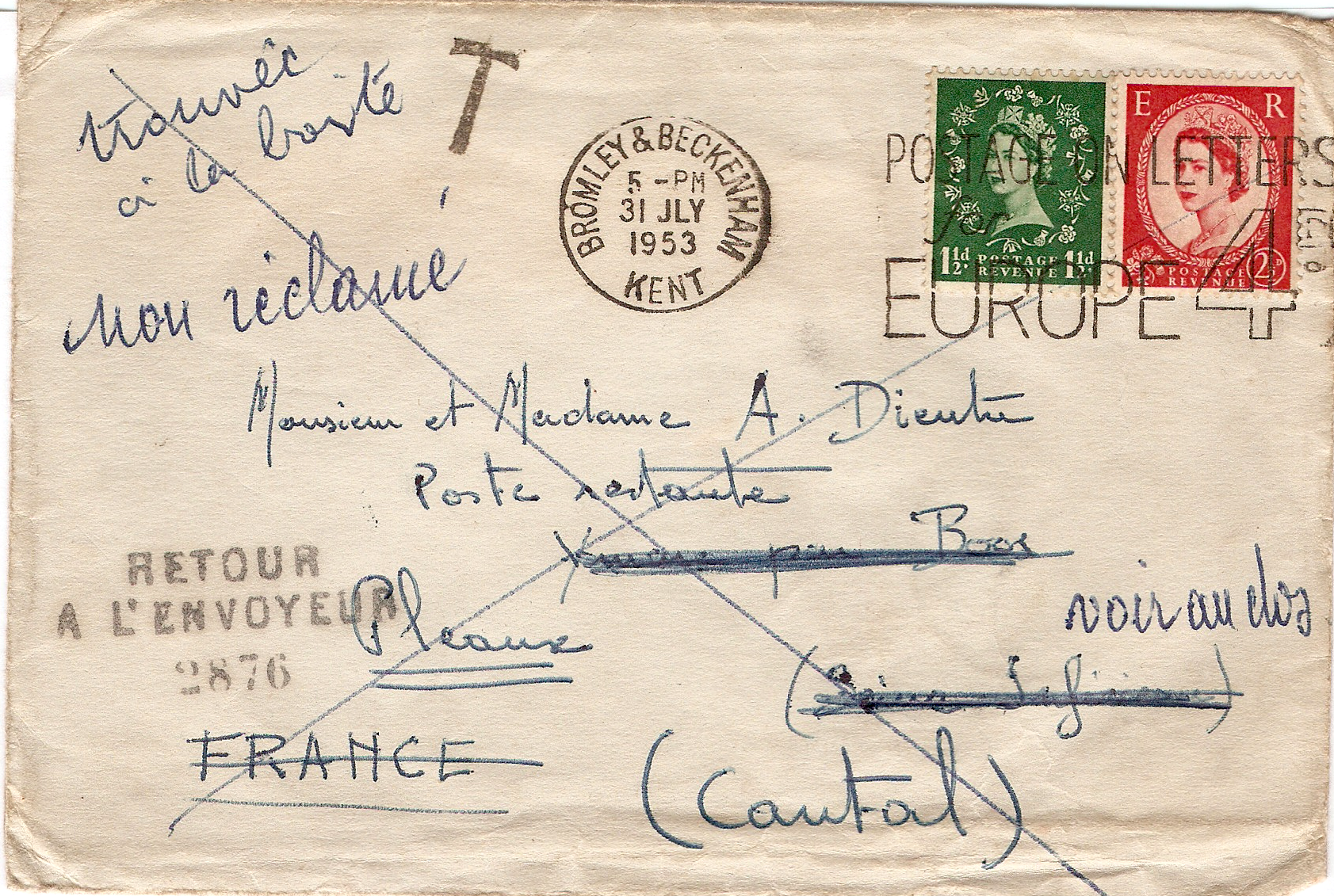
На этом почтовом конверте 1953 года, отправленном из английского графства Кент во Францию, есть обычный почтовый штемпель Великобритании и французские служебные пометки о невозможности доставки письма и о возвращении его отправителю

Почтовая пометка — отметка любого рода, которая делается на письме почтовым ведомством. Идентификация почтовых пометок, их назначение и период использования составляют важную часть изучения истории почты.

## Виды почтовых пометок
Наиболее распространенными видами почтовых пометок являются почтовые штемпели и штемпели гашения: такие ставятся почти на каждом письме. К менее распространенным видам относятся адреса пересылки, пометки о маршруте, предупреждения, уведомления о доплате и пояснения, например, на повреждённых или задержанных почтовых отправлениях, а также на прошедших цензуру или проверку почтовых отправлениях.
Служебные пометки предоставляют информацию отправителю, получателю или другому почтовому отделению. Информационные пометки извещают о переадресации, о неправильной адресации, о письмах, полученных в повреждённом виде, о письмах, полученных слишком поздно для доставки к определенному времени, или о причине задержки в доставке почтового отправления. Например, письмо может быть помечено пометкой англ. «Snowbank» («Снежные заносы») в случае, если снежные заносы не были расчищены потенциальным получателем или если по какой-либо другой причине почтальону трудно или невозможно доставить почту. Отделы возвращаемых почтовых отправлений используют разные пометки, чтобы отслеживать ход поиска адресата, например, запись о том, что объявление о письме было помещено в местной газете. Процесс отслеживания заказных почтовых отправлений может привести к появлению множества пометок, обозначений и транзитных штемпелей.
Вспомогательные пометки, применяемые иной организацией чем почтовая администрация. Например, при доставке почты в XIX веке для перевозки почтовых отправлений часто использовалась комбинация частных судов, пароходов, дилижансов, железных дорог, другие транспортные средства и соответствующие организации. Многие из этих организаций ставили собственные пометки на каждое почтовое отправление, иногда просто текст «STEAMSHIP» («Пароход») или подобные, тогда как у других организаций были штемпели сложного дизайна. Похожие обозначения маршрутов также использовались в ранний период авиапочты.
Вскоре после начала Гражданской войны в США власти севера объявили существующие почтовые марки недействительными и выпустили новые виды марок. На письмах с наклеенными выведенными из обращения почтовыми марками ставилась пометка «OLD STAMPS NOT RECOGNIZED» («Прежние марки не признаются») — замечание непреднамеренно юмористического характера, и пометку такого рода сегодня высоко ценят коллекционеры.
Почтовые отделения могут дополнительно ставить штемпели для специальных событий, таких как первый полёт.

## Способы нанесения
Традиционный способ нанесения почтовых пометок — с помощью резиновых или металлических почтовых штемпелей; рукописные пометки иногда наблюдаются в нестандартных ситуациях или в очень маленьких почтовых отделениях. В США современные почтовые пометки могут быть в виде желтых самоклеящихся этикеток с напечатанным на них текстом. У многих почтовых администраций теперь есть возможность печатать струйным принтером пометки прямо на конверте, либо в виде штрихкода для чтения другим оборудованием, или в виде текста.

## Изучение
Хотя технически можно сделать запрос почтовому ведомству, чтобы выяснить, какие виды почтовых пометок им применяются, на практике, похоже, там не знают обо всех видах резиновых штемпелей, которые используются в разных почтовых отделениях, поэтому постоянно становится известно о ранее неизвестных типах почтовых пометок, как старых, так и современных. Сотни специализированных трудов составляют филателистическую литературу о почтовых пометках.